# Новые мученики российские
Но́вые му́ченики Росси́йские (в оригинальной орфографии Новые мученики Россійскіе) — главный труд протопресвитера Русской православной церкви заграницей Михаила Польского, впервые изданная в 1949 году типографией преподобного Иова Почаевского в Джорданвилле. В 1957 году там же вышел второй том. Автор готовил третий том, который не был завершён и остался в машинописи.
Данный труд стал первым систематизированным и наиболее полным на момент выхода собранием сведений о православных мучениках и исповедниках веры в СССР. Выход в свет собрания документов протопресвитера Михаила Польского стало важным этапом в изучении истории Русской Православной Церкви 1920-х — 1930-х годы.

## История книги

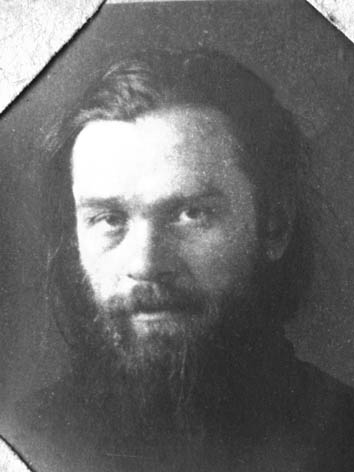
Священник Михаил Польский. Тюремная фотография. Зырянский край. 1928 год.

Собирать материал для своей книги священник Михаил Польский начал ещё в СССР. В деле по обвинению многих священнослужителей и мирян, в том числе епископа Серафима (Звездинского), епископа Андрея (Ухтомского) и других говорилось: «Следствие установило, что о. Михаил собирал материалы для своей книги, которые ему удалось вывезти за границу. Помощником ему в этом деле, по заключению следствия, являлся В. Н. Максимов, с которым о. М. Польский встречался, нелегально проживая в Москве». Как говорилось в обвинительном заключении, «ещё в 1923 г. Польский с Максимовым, будучи вместе на богомолье в Дивеевском монастыре, остановившись на квартире обвиняемого Павла Боротинского, занимались составлением рукописей, впоследствии, как видно из вышеуказанного, превратившихся в к[онтр]-р[еволюционную] книгу [имеется в виду „Положение Церкви в советской России: Очерк бежавшего из России священника“], изданную Польским за границей. Также Максимов был в курсе бегства Польского в Иерусалим и его деятельности заграницей через переписку Польского из заграницы с некоторыми лицами в Москве».
Кроме вывезенных из России документов, сборник пополнялся собранными уже за границей материалами из воспоминаний, писем, дневников, опубликованных и неопубликованных статей, переданных ему в эмиграции. Первым источником во втором томе значится «Дело митрополита Сергия», с которым удалось познакомиться протоиерею Михаилу Польскому. Неполный комплект этого дела хранится в Синодальном архиве РПЦЗ в Нью-Йорке. В этой книге были собраны доступные составителю материалы: личные воспоминания участников событий, сведения из белогвардейской, зарубежной и советской периодики с описанием положения церкви в период Гражданской войны, судебных процессов над духовенством, изъятия церковных ценностей, разрушения храмов и монастырей и вскрытия святых мощей.
В 1949 году типография преподобного Иова Почаевского в Джорданвилле напечатала первый том. В 1957 году там же вышел второй том. Автор продолжил работу над третьим томом, но смерть в 1960 году прервала его деятельность, и третий том так и не вышел, оставшись в виде машинописи.
В предисловии к первому тому своей книги протопресвитер Михаил Польский писал:

Собирая материалы о жизни, страданиях и мученической кончине за веру или просто в вере умученных и убиенных в российской смуте от большевистского безбожного гонения, мы полагаем только начало этому делу. Всех, кто только может дать имена мучеников и свои хотя бы краткие сообщения о них, или указать на материалы о них и фотографии, а также дать дополнения и поправки к тем сообщениям, которые есть в этой книге, мы приглашаем непременно сделать это и помочь этому начинанию. Никто не может быть безразличным к славе Церкви Христовой. Страдания за неё не могут быть забыты. Да не изгладится, но да прославится память о наших мучениках из рода в род.
В 1972 году вышло сокращённое англоязычное издание труда «Новые мученики российские».
Материалы из 1-го и 2-го томов книги «Новые мученики российские» послужили документами для канонизации Русской зарубежной церковью собора новомучеников и исповедников Российских в 1981 году.
Труды протопресвитера Михаила Польского, посвящённые новомученикам, нелегально распространялись в 1970—1980-х годах в среде верующих и духовенства в СССР. В послевоенное время многие источники по истории преследования церкви в 1920—1930-х годах, в том числе и большинство советских газет и журналов, стали практически недоступными для исследователей в СССР, поэтому для очень малочисленных читателей этой книги в России эта книга была откровением о недавно произошедших событиях.

## Отзывы
Протоиерей Аркадий Маковецкий в книге «Белая Церковь: вдали от атеистического террора» (2009) отмечает: «Будучи сам исповедником веры, видевшим на Соловках и в Зырянском крае страдания и смерть многих новых мучеников, автор свидетельствует о них с особой силой личного опыта. Будучи первопроходцем на этом новом этапе отечественной агиографии, о. Михаил обратил внимание прежде всего на святых царственных мучеников, а также на наиболее известных святителей, пастырей и мирян. В подходе о. Михаила к составлению житий мучеников прослеживаются два важных момента. Во-первых, считая советскую власть по существу антихристианской, о. Михаил признаёт новомучеником любого православного христианина, умерщвлённого этой властью. Во-вторых, о. Михаил подчёркивает, что христианское мученичество смывает с человека все ранее совершённые грехи».
Как отмечает историк Ольга Косик: «Несмотря на несомненную ценность этого издания, познакомившего с подвигом новомучеников читателей в эмиграции, а затем и в России, сборник не был лишён недостатков. Некоторые документы были воспроизведены без изменений, другие подверглись произвольному сокращению. Проверить датировку автор не имел возможности, так же как и осуществлять археографическую подготовку, да он и не ставил такой задачи. В книгах есть немало фактических ошибок».
Преподаватель Калужской духовной семинарии протоиерей Андрей Безбородов, анализируя эмигрантские издания о новомучениках и исповедниках: «Новые мученики Российские» протопресвитера Михаила Польского, «Трагедия Русской Церкви» Льва Регельсона и «Свидетельство обвинения» Владимира Русака, констатирует: «Эти труды страдают недостоверностью и легендарностью части материала, излишней эмоциональностью и политизированностью. К большому сожалению, эти же недостатки преследуют и многие современные работы. Их главной целью является показ произвола и беззакония советской власти, а мученический и исповеднический подвиг часто является лишь средством для достижения означенных целей».
По свидетельству протоиерея Максима Козлова, «как бы ни увеличилось сейчас наше знание о новомучениках, какие бы неточности ни были открыты в книге о. Михаила, но, появившись в смутные годы богоборческой власти, она была лучом правды церковной, просветившим и согревшим души многих и многих людей».
Священник Александр Мазырин отмечал, что если протопресвитер Михаил и допускал в запальчивости резкие выражения, но «всё же он, не понаслышке знавший о гонениях на Церковь в СССР, умел воздать должное мученикам за веру независимо от их юрисдикционной принадлежности. В его двухтомнике „Новые мученики Российские“ можно найти рассказы о многих пострадавших от безбожников деятелях Русской Церкви, не отделившихся от митрополита Сергия».
По словам протоиерея Георгия Митрофанова, «исторически не очень достоверная и стилистически не очень выдержанная книга „Новомученики российские“ протопресвитера Михаила Польского сильно повлияла на советских православных христиан. Я это по себе могу сказать. Пафос вины перед новомучениками, ощущение, что мы не гордиться должны тем, что у нас столько новомучеников, а стыдиться того, что сделали возможным уничтожить сколько хороших людей, что мы действительно опустошили сами себя, потеряв их».
Член Синодальной комиссии по канонизации святых игумен Дамаскин (Орловский) отмечает: «Сведения о новомучениках, помещённые в этой книге, далеко не всегда достоверны, что является вполне естественным, так как автор в большинстве случаев не имел возможности проверить то, что ему сообщалось, да и не претендовал на абсолютную достоверность всего им написанного. Протопресвитер Михаил Польский не имел доступа к архивам, и потому недостатки его книги вполне извинительны, но основанием для канонизации при добросовестном научно-церковном подходе книга служить не может».